# Central, Papua Nya Guinea
Central (tok pisin: Sentral Provins) är en provins i Papua Nya Guinea. Huvudort är Port Moresby, som tekniskt sett ligger i den egna provinsen National Capital District. Den ligger på den sydöstra delen av Nya Guinea. Provinsen hade 269 756 invånare vid folkräkningen år 2011.

## Administrativ anledning
Provinsen är indelad i fyra distrikt:
- Abau
- Goilala
- Kairuku-Hiri
- Rigo